# Кобылья Голова
Кобы́лья Голова́ (бур. Хорин ирги) — полуостров на западе байкальского острова Ольхон, между проливами Малое Море и Ольхонские Ворота.
Длина — около 4 км. Узкий холмистый полуостров далеко выдаётся в озеро и завершается одноимённым мысом. Высокая обрывистая скала на оконечности, в наше время уже отделённая узким проливом, по форме напоминает голову огромного плывущего животного, а сам полуостров издали своими волнистыми очертаниями может сойти за тело невиданного чудища.

## Катастрофы
Здесь произошла самая крупная судовая катастрофа на Байкале — в ночь с 14 на 15 октября 1901 года судно «Потапов», влекомое ветром сарма, разбилось о скалы. Погибло 176 человек.
Не прошло и года после гибели «Потапова», как разыгралась новая трагедия — вторая по числу человеческих жертв в истории озера: в конце сентября 1902 года сарма сильно потрепал пароход «Александр Невский», а буксируемые им баржи, на которых возвращались с путины рыбаки со своими семьями, погибли. Трагедия произошла близ мыса Кобылья Голова, при выходе из Малого моря в Малые Ольхонские ворота. Натиск непогоды был настолько мощным, что команда парохода была вынуждена обрубить канат, на котором буксировались баржи, и последние остались сами по себе. Шедшую последней баржу, выбросило на песчаную отмель, и люди на ней спаслись, а две другие разбило о камни. Даже те немногие, кто сумел выбраться на берег, не имея возможности переодеться и развести огонь, вскоре погибли от переохлаждения. Общее число жертв составило 172 человека.

## Галерея

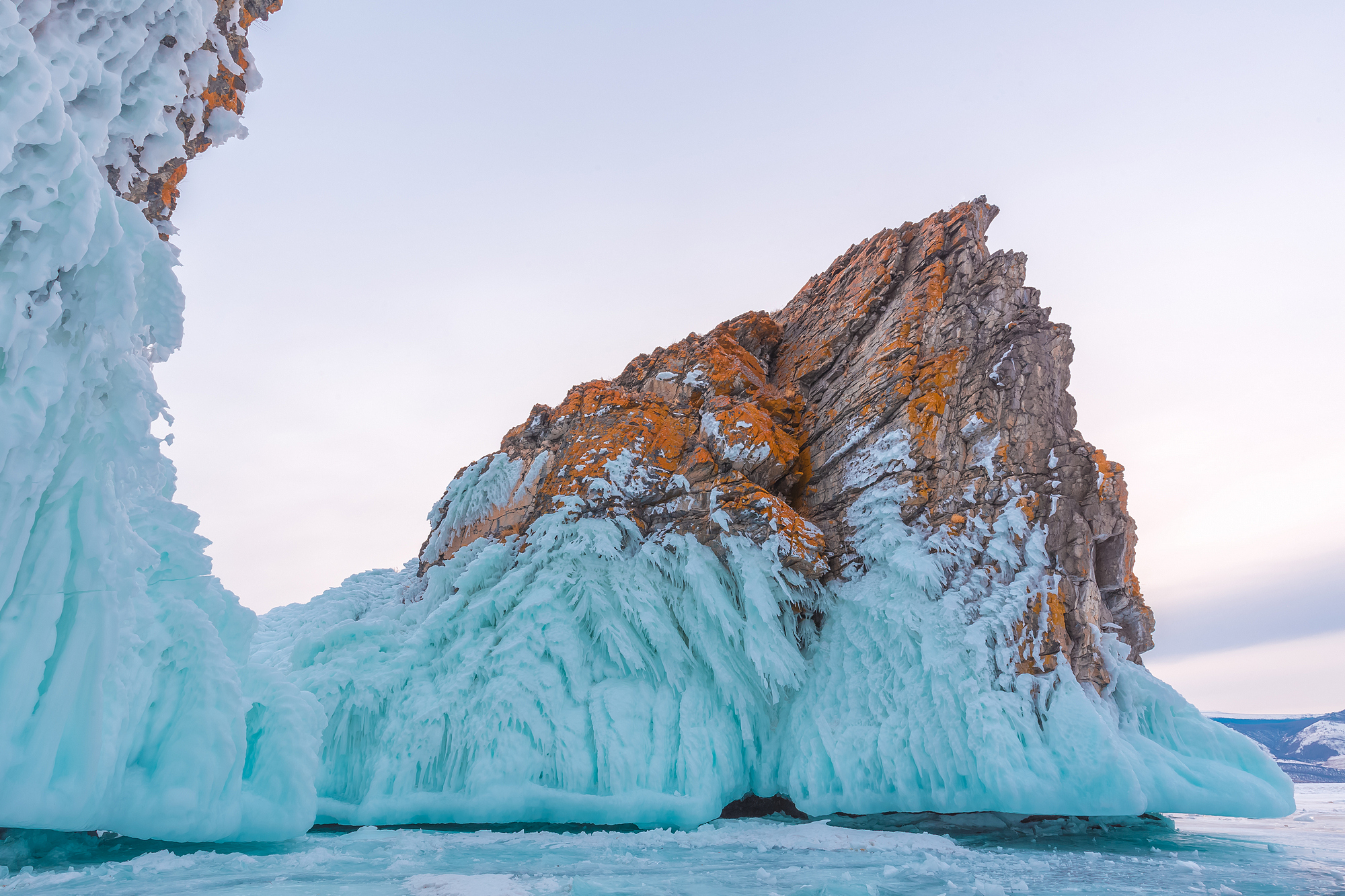
Льды
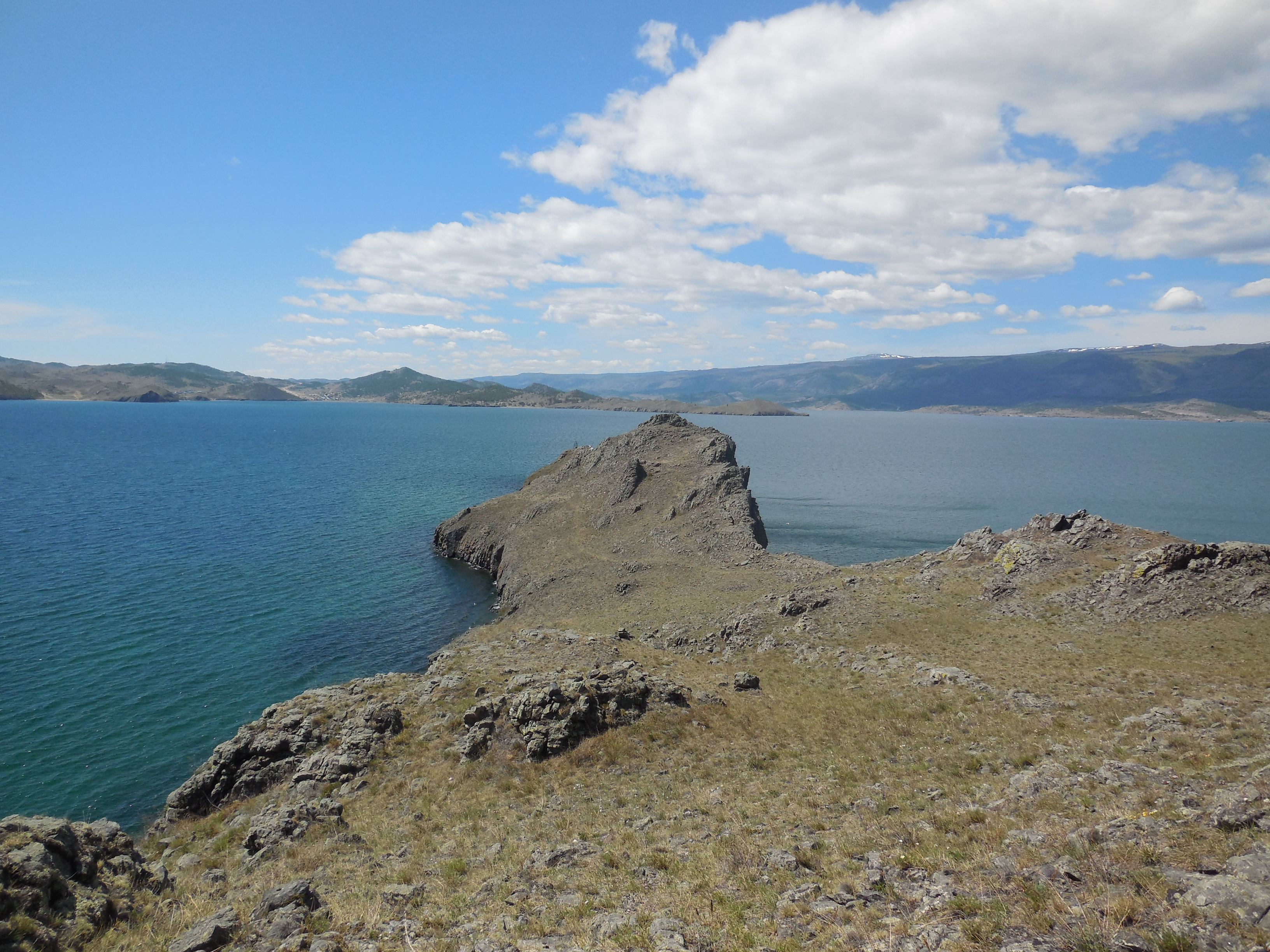
Мыс